# Mesoleptus segregatus
Mesoleptus segregatus là một loài tò vò trong họ Ichneumonidae.